# Sikalaanõ
Sikalaanõ – wieś w Estonii, w prowincji Võru, w gminie Rõuge.